# The Red Summer
The Red Summer es el quinto EP del grupo femenino surcoreano Red Velvet. Fue publicado digitalmente el 9 de julio de 2017 por SM Entertainment. El álbum contiene cinco canciones, incluyendo el sencillo «Red Flavor».

## Antecedentes y promoción
El 23 de junio de 2017, SM Entertainment anunció que el Red Velvet estaría lanzando un álbum en julio para un regreso de verano (el primero para el grupo) y que acababa recientemente de filmar el videoclip. Alrededor de la medianoche del 30 de junio, la primera serie de teasers fue lanzada a través del sitio oficial de la empresa, en el Instagram oficial del grupo y en la cuenta oficial del grupo en Twitter que fue creada en el mismo mes para más promociones. En ese día, publicaron otra serie de teasers donde se reveló el título del álbum y la lista completa de canciones incluyendo el sencillo principal, «Red Flavor». Dos de las canciones fueron escritas por el productor sueco Cazzi Opeia. El álbum fue lanzado digitalmente el 9 de julio y físicamente el 10 de julio.
El sencillo «Red Flavor» tuvo un lanzamiento no convencional y fue interpretado en vivo por el grupo en un show de SMTOWN en Seúl, el 8 de julio, un día antes del lanzamiento digital de la canción, junto con su videoclip. Horas después del lanzamiento el 9 de julio, el grupo tuvo su primera actuación en Inkigayo, donde también interpretaron «You Better Know».

## Lanzamiento
«Red Flavor» fue lanzado como el sencillo junto al álbum el 9 de julio. Producida por Caesar & Loui, el sencillo se describe como una canción de música veraniega con dance up-time. El videoclip de «Red Flavor» fue lanzado a la 1:00.a. m.. (KST) el mismo día, y alcanzó um millón de visualizaciones a las 4:34.a. m.. (KST) 3 horas y 34 minutos después de su lanzamiento. El sencillo también llegó a la cima de varias listas musicales de Corea como Melon, Genie, Naver Music, Bugs, Olleh Music, Soribada y Monkey3.

## Lista de canciones
| The Red Summer |                              |                                            |                                              |                                         |          |  |
| N.º            | Título                       | Letras                                     | Música                                       | Arreglo                                 | Duración |  |
| 1.             | «Red Flavor» (빨간 맛)       | Kenzie, Kim Ye-rim                         | Daniel Caesar, Ludwig Lindell                | Caesar & Loui                           | 3:11     |  |
| 2.             | «You Better Know»            | Lee Seu-ran (Jam Factory), JQ, Choi Ji-hye | Becky Jerams, Pontus Persson, Kanata Okajima | Pontus Persson                          | 4:10     |  |
| 3.             | «Zoo»                        | Lee Seu-ran                                | LDN Noise, Courtney Woolsey, Alice Penrose   | LDN Noise                               | 3:24     |  |
| 4.             | «Mojito» (여름빛)            | JQ, Hyun Ji-won                            | Johannes Josh Jorgensen, Lars Halvor Jensen  | Johannes Joergensen, Lars Halvor Jensen | 3:04     |  |
| 5.             | «Hear The Sea» (바다가 들려) | Hwang Hyun (MonoTree)                      | Hwang Hyun (MonoTree)                        | Hwang Hyun (MonoTree)                   | 3:22     |  |
| 17:11          |                              |                                            |                                              |                                         |          |  |

## Posicionamiento en listas
| Lista (2017)                            | Mejor posición |
| --------------------------------------- | -------------- |
| Corea del Sur (Gaon Album Chart)        | 1              |
| Estados Unidos (US Heartseekers Albums) | 8              |
| Estados Unidos (US Independent Albums)  | 25             |
| Japón (Oricon Album Chart)              | 27             |
| (World Albums)                          | 1              |
| República de China (Five Music)         | 1              |

## Historial de lanzamiento
| Región        | Fecha               | Formato          | Disográfica                     |
| ------------- | ------------------- | ---------------- | ------------------------------- |
| Corea del Sur | 9 de julio de 2017  | Descarga digital | S.M. Entertainment, Genie Music |
|               | 9 de julio de 2017  | Descarga digital | S.M. Entertainment              |
| Corea del Sur | 10 de julio de 2017 | CD               | S.M. Entertainment, Genie Music |